# Anaplectoides obscura
Anaplectoides obscura là một loài bướm đêm trong họ Noctuidae.